# Autorizovaná konverze
Autorizovaná konverze dokumentů je dle zákona č.300/2008 Sb. úplné převedení dokumentu v listinné podobě do elektronické podoby nebo úplné převedení elektronického dokumentu do dokumentu v listinné podobě. Dokument, který provedením konverze vznikl, má stejné právní účinky jako dosud používaná ověřená kopie. Konverze není možná pro dokumenty, jejichž jedinečnost nemůže být konverzí nahrazena, například občanské, zbrojní a řidičské průkazy, cestovní doklady, vojenské knížky, směnky, losy, sázenky a podbně. Jako bezpečné dočasné úložiště elektronických dokumentů při jejich konverzi nebo distribuci z a do datové schránky je možno využít takzvané Úschovny Ministerstva vnitra.
Zákon rozlišuje konverzi na žádost a konverzi z moci úřední.
Autorizovanou konverzi na žádost provádějí kontaktní místa veřejné správy (notáři, krajské úřady, matriční úřady, obecní úřady, úřady městských částí nebo městských obvodů územně členěných statutárních měst a úřady městských částí hlavního města Prahy, jejichž seznam stanoví prováděcí právní předpis, zastupitelské úřady určené ministrem zahraničních věcí, držitel poštovní licence, Hospodářská komora České republiky a další osoby, kterým byla Ministerstvem vnitra udělena autorizace) a advokáti za podmínek stanovených zákonem o advokacii.
Subjekt provádějící konverzi vede evidenci provedených konverzí. Záznamy jsou v evidenci provedených konverzí uchovávány po dobu 10 let od provedení konverze.
Pokud má být autorizovaně zkonvertována do elektronické podoby soukromá listina, typicky smlouva, je nezbytné před provedením autorizované konverze nechat podpisy na této listině úředně ověřit. V opačném případě by pro majitele dokumentu, který provedením konverze vznikl, bylo velmi obtížné splnit povinnost prokázat pravost podpisů.